# کاروانسرای رضا خان
کاروانسرای رضا خان مربوط به دوره قاجار است و در شهرستان تیران و کرون، بخش مرکزی، شهر رضوانشهر، مقابل ورودی شهر واقع شده و این اثر در تاریخ ۶ اسفند ۱۳۸۵ با شمارهٔ ثبت ۱۷۴۶۷ به‌عنوان یکی از آثار ملی ایران به ثبت رسیده است.